# Nowa Wieś Mała (Kętrzyn)
Nowa Wieś Mała (deutsch Klein Neuendorf) ist ein Ort in der polnischen Woiwodschaft Ermland-Masuren. Er gehört zur Gmina Kętrzyn (Landgemeinde Rastenburg) im Powiat Kętrzyński (Kreis Rastenburg).

## Geographische Lage
Nowa Wieś Mała liegt in der nördlichen Mitte der Woiwodschaft Ermland-Masuren, drei Kilometer südlich der Stadt Kętrzyn (deutsch Rastenburg).

## Geschichte
Bei Klein Neuendorf handelte es sich ursprünglich um einen großen Hof innerhalb der Gemeinde Neuendorf (polnisch Nowa Wieś Kętrzyńska), der anfangs „Abbau Peters“ hieß. Am 9. Juni 1840 verkündet eine Verordnung im Amtsblatt der königlich preußischen Regierung zu Königsberg: „Daß dem Köllmer Peters zu Neuendorf in Folge der Separation erbauten zum  Landrathskreise Rastenburg gehörige zur Kirche Rastenburg eingepfarrte Etablissement, welches zwei Feuerstellen enthält, der Name „Klein Neuendorf“ beigelegt ist, dabei die Kommunal- und polizeilichen Aufsichts-Verhältnisse zum Dorfe Neuendorf nicht verändert werden, wird hierdurch zur öffentlichen Kenntnis gebracht.“
Im Jahre 1885 zählte Klein Neuendorf 20 Einwohner, im Jahre 1905 waren es bereits 43.
Aufgrund der Abtretung des gesamten südlichen Ostpreußen in Kriegsfolge an Polen im Jahre 1945 erhielt Klein Neuendorf die polnische Namensform „Nowa Wieś Mała“. Heute ist der kleine Ort Teil der Landgemeinde Kętrzyn (Rastenburg) im Powiat Kętrzyński (Kreis Rastenburg), von 1975 bis 1998 der Woiwodschaft Olsztyn, seither der Woiwodschaft Ermland-Masuren zugehörig.

## Kirche
Bis 1945 war Klein Neuendorf in die evangelische Pfarrkirche Rastenburg in der Kirchenprovinz Ostpreußen der Kirche der Altpreußischen Union, außerdem in die Rastenburger römisch-katholische Kirche St. Katharinen im Bistum Ermland eingepfarrt.
Heute gehört Nowa Wieś Mała katholischerseits weiterhin zur Stadt Kętrzyn, jetzt im Erzbistum Ermland gelegen. Evangelischerseits ist das Dorf der Johanneskirche Kętrzyn in der Diözese Masuren der Evangelisch-Augsburgischen Kirche in Polen zugeordnet.

## Verkehr
Nowa Wieś Mała liegt an einer Nebenstraße, die von Kętrzyn über Nowa Wieś Kętrzyńska (Neuendorf) und Brzeźnica (Birkenwerder) nach Sławkowo (Reimsdorf) führt.
Eine Bahnanbindung besteht nicht. Die nächste Bahnstation ist der Bahnhof in Kętrzyn.